# 孤島 (電視劇)
《孤島》（英語：The Wilds）是一部美國網絡電視劇集，由莎拉·斯特雷徹（Sarah Streicher）製作，2020年12月11日在亞馬遜Prime影音上首播。本劇講述一群少女在飛機失事後被困於一座荒島上，卻不知道自己是一項社會實驗的對象。2020年12月，獲續訂第二季。

## 劇情
九名來自不同背景的少女欲飛往夏威夷參與一項名為夏娃黎明計劃的女性靜修營活動，期間遭遇驚心動魄的飛機失事事故。在飛機墜落後倖存下來的女孩們發現受困於一座無人島上，為了逃離荒島只得努力求生。這群少女在朝夕相對下逐漸產生情誼，一同分享秘密和所承受的創傷。而實際上，這次事故是由夏娃黎明計劃的負責人葛琴·克萊背後策劃的一場社會實驗……

## 演員

### 主要角色
| 角色             | 演員             | 介紹 |
| 莉亞·李爾克      | 莎拉·皮金        | 空難倖存者。來自加州柏克萊。喜歡閱讀，曾經和年長20歲的作家發展出忘年戀。其多疑又偏執的性格猶如群體中的定時炸彈一樣。 |
| 法汀·賈德曼尼    | 索菲亞·泰勒·阿里 | 空難倖存者。來自加州柏克萊的一個巴基斯坦穆斯林富裕家庭。性格放蕩不羈，有著前衛的時尚感。                             |
| 桃樂絲·珍·坎貝爾 | 香農·貝里        | 空難倖存者。來自德薩斯州的一個單親家庭，原本正在照顧病危的父親。                                                     |
| 薛碧·古坎        | 米亞·希利        | 空難倖存者。來自德薩斯州的一個傳統保守的基督教家庭，曾經贏得選美冠軍。                                               |
| 瑪莎·布萊本      | 珍娜·克勞斯      | 空難倖存者。來自明尼蘇達州的奧吉布瓦族保護區，是一位善良又愛護動物的女孩。                                           |
| 東妮·夏利佛      | 埃拉娜·詹姆斯    | 空難倖存者。來自明尼蘇達州的奧吉布瓦族保護區，瑪莎最好的朋友。本來為學校裡的籃球隊隊長，性格衝動且好鬥。             |
| 瑞秋·李德        | 芮恩·艾德華斯    | 空難倖存者。來自紐約州長島，是一名跳水運動員，為諾拉的雙胞胎姐姐。                                                   |
| 諾拉·李德        | 海倫娜·霍華德    | 空難倖存者。來自紐約州長島，瑞秋的雙胞胎妹妹。和其姊相反，是位文靜又聰明的女孩。                                     |
| 珍妮·杜          | 阮智             | 墜機後不久因嚴重內傷死亡。來自澳大利亞，實際為夏娃黎明計劃的內應之一。                                               |
| 丹尼爾·法伯      | 大衛·蘇利雲      | 一名心理學家，諮詢了從島上救出的倖存者們。                                                                           |
| 迪恩·楊          | 特洛伊·溫布什    | 負責調查整起事故聯邦調查局探員。                                                                                     |
| 葛琴·克萊        | 瑞秋·格里菲斯    | 女性科學家。夏娃黎明計劃的負責人，深信由女性主導的社會將會比父權社會更加和平，目的為建造只有女性的烏托邦。           |

## 製作

### 拍攝
第一季於2019年10月起在新西蘭拍攝，大部分戶外場景都是在新西蘭的Bethells Beach拍攝的。 第二季預計在2021年4月開拍，拍攝地點從新西蘭移到澳大利亞的昆士蘭州。

## 外部連結
- 互联网电影数据库（IMDb）上《孤島》的资料（英文）